# Euthyme (moine russe)
Pour l’article homonyme, voir Euthyme.
Le hiéromoine Euthyme (en russe Евфимий ; dans le monde Efim Alexeïevitch Lioubovitchev, Ефим Алексеевич Любовичев), né en 1875 au village de Bouda-Monastyrskaïa dans le gouvernement de Kalouga et mort le 19 juillet 1931 à Briansk, est un moine orthodoxe russe du monastère d'Optina, canonisé par l'Église orthodoxe russe dans la liste de nouveaux martyrs en 2005.

## Biographie
Il naît dans une famille paysanne aisée, fils d'Alexeï Pavlovitch Lioubovitchev. Après avoir servi six ans dans l'armée, il entre comme novice en 1902 au monastère d'Optina. Le 31 août 1910, il prononce ses vœux comme frère sous le nom d'Euthyme. Entre 1914 et 1917, il est enrôlé dans l'armée en tant que travailleur dans un hôpital militaire, puis il retourne au monastère. Lorsque quelques mois plus tard en 1918 le monastère est fermé en conséquence de la révolution d'Octobre, il travaille comme gardien de ce qui est devenu le musée d'Optina, puis lorsque la tourmente s'intensifie il s'installe à Kozelsk en 1920. En juin 1930, il est consacré comme hiéromoine par le saint martyr Séraphin (Ostrooumov), archevêque de Smolensk. La cérémonie a lieu au village de Spas-Demenskoïe et au village de Bobrovo dans l'actuel oblast de Kalouga.

## Arrestation et martyre
Euthyme est arrêté au début de l'année 1931 sous l'accusation d' « agitation antisoviétique en groupe » et il est enfermé à la prison de Douminitchi, puis à celle de Briansk. Il répond ainsi aux accusations :
« J'ai servi fidèlement la foi du Christ et j'ai toujours dit que toutes les épreuves se produisent selon la volonté de Dieu, et nous devons les endurer jusqu'à la mort ... Le copouvoir existe aujourd'hui en Russie comme une punition de Dieu envers le peuple russe qui a oublié la foi chrétienne, oublié le Roi des Cieux et son Messie oint sur la terre. »
Il meurt pendant les interrogatoires en prison le 19 juillet 1931, de tuberculose selon la version officielle.

## Canonisation
Il est inscrit à la liste des nouveaux saints martyrs et confesseurs par le Très Saint Synode de l'Église orthodoxe russe qui s'est tenu du 23 septembre au 6 octobre 2005. 
Sa mémoire est célébrée le 6 (dans le calendrier julien) ou le 19 juillet (dans le calendrier grégorien), jour de son martyre.